# Associação de Teatro de Bonecos do Estado de Minas Gerais
A Associação de Teatro de Bonecos do Estado de Minas Gerais - ATEBEMG - foi fundada em 24 de setembro de 1985, em Belo Horizonte, Minas Gerais, como uma sociedade civil, sem fins lucrativos, com sede em Belo Horizonte.
Seus fundadores, Álvaro Apocalipse e Tereza Apocalypse (Grupo Giramundo), Conceição Rosière, Sheyla Alves e Tião Vieira (Grupo Patati & Patatá), Bernardo Rohrmann (Grupo Bunecos, hoje, Cia. de Inventos), Paulo Nacif (Grupo Atrás do Pano), membros de grupos que já atuavam há algum tempo na área, buscavam organizar em Minas Gerais uma entidade associativa que pudesse participar formalmente da Associação Brasileira de Teatro de Bonecos – ABTB, uma vez que Minas não possuía uma representação organizada. Além disso, a ATEBEMG pretendia proporcionar aos marionetistas as vantagens que as demais associações semelhantes ofereciam aos bonequeiros de outros estados, tais como oportunidade de formação profissional, intercâmbio com outros grupos e participação em eventos nacionais, como consta em seus estatutos.
A ATEBEMG continua em funcionamento, desde então, sendo filiada à Associação Brasileira de Teatro de Bonecos e à UNIMA - Union International de la Marionnette, representantes, respectivamente, dos bonequeiros do Brasil e do mundo. Este trabalho contínuo, permitiu à ATEBEMG, a coleta e arquivamento de um acervo de conhecimentos e materiais sobre o Teatro de Bonecos e Formas Animadas.
O principal objetivo da entidade é trabalhar pelo fortalecimento da Arte do Boneco através da congregação de pessoas interessadas por esta arte, apoiando-lhes em sua formação profissional. Para tal, busca promover eventos para formação de público; apoiar todas as formas existentes de comunicação para facilitar contatos e trocas entre bonequeiros do país e do exterior; organizar e realizar cursos, debates, congressos, seminários, simpósios, festivais, oficinas, passeatas e demais atividades culturais; zelar pelo patrimônio histórico e artístico desta arte e da ética profissional; manter as tradições e encorajar o desenvolvimento desta forma de expressão artística, propondo-a como meio de educação ética e estética; trabalhar pela ampliação do mercado de trabalho para os bonequeiros.
Entidade sem fins lucrativos e reconhecida como de utilidade pública, a ATEBEMG congrega hoje mais de 30 bonequeiros, e são estes artistas que promovem até hoje o encontro do público com os bonecos. Um encontro onde emoção e magia brotam de cada expressão, de cada gesto e do misterioso instante da criação.

## Grupos, artistas e bonequeiros associados à ATEBEMG
- Cia. de Inventos (Tiradentes)
- Cia Navegante Teatro de Marionetes
- Cia. Traquitana Teatro de Bonecos
- Cia dos Palhaços Gigantes
- Grupo Aldeia Teatro de Bonecos
- Grupo Caixa 4
- Grupo Os Queridinhos do Palhaço Pelanca
- Grupo Circulador
- Grupo Girino Teatro de Animação
- Grupo Kakak
- Grupo de Teatro Armatrux
- Grupo Giramundo - Giramundo Teatro de Bonecos
- Matraca Cia de Teatro
- Watu Teatro Animado
- Família Silva
- Conceição Rosière
- Paulinho Polika
- Hermes Perdigão
- Cia Zina Vieira